# Serra de Matamala
La Serra de Matamala és una serra situada al municipi de les Llosses a la comarca del Ripollès, amb una elevació màxima de 1.365 metres.